# Глибенки (Вілейський район)
Глибенки (біл. вёска Глебянкі) — село в складі Вілейського району Мінської області, Білорусь. Село підпорядковане Костеневицькій сільській раді, розташоване в північній частині області.

## Історія
У 1921–1945 роках село знаходилось у Польщі, у Вільнюськім воєводстві, Вілейського повіту, у гміні Ілля, з 1932 у гміні Костеневичі.

## Населення
- 1866 рік — 93 людини, 13 будинків[1]
- 1921 рік — 159 людини, 34 будинків[2].
- 1931 рік — 150 людини, 29 будинків[3].